# Xã Highland, Quận Grundy, Illinois
Xã Highland (tiếng Anh: Highland Township) là một xã thuộc quận Grundy, tiểu bang Illinois, Hoa Kỳ. Năm 2010, dân số của xã này là 288 người.